# Hogna willeyi
Hogna willeyi är en spindelart som först beskrevs av Pocock 1899.  Hogna willeyi ingår i släktet Hogna och familjen vargspindlar. Inga underarter finns listade i Catalogue of Life.